# Constantin Dospinescu
Constantin Dospinescu (n. 6 septembrie 1933, sat Stănești,  comuna Măgirești, județul Bacău – d. 26 octombrie 2010, Piatra Neamț) a fost un economist, primar al municipiului Piatra Neamț.

## Biografie
S-a născut în familia lui Gheorghe Avram și Elena (Aneta) Dospinescu (născută Vârlan, originară din satul Leontinești, comuna Ardeoani), țărani din satul Stănești, comuna Măgirești, județul Bacău. Bunicul fusese perceptor în satul natal, iar un străbunic, Gavrilă Dospinescu, este menționat ca preot, cu seminar gradul I, în satul Prăjești, la anii 1890. După școala primară, urmează Școala medie tehnică de cărbune la Câmpulung Muscel, Argeș, unde absolvă la 2 iunie 1954, calificat tehnician în exploatarea zăcămintelor de cărbuni. Lucrează la exploatările miniere din Anina și Comănești. Intră în rândurile P.C.R și lucrează la Roman și Piatra Neamț ca activist cu probleme de tineret și de partid. În anul 1962 participă într-o delegație la Festivalul internațional al tineretului la Helsinki. Studii la Academia de Științe Economice București, licențiat în economie industrială. În perioada 1980-1986 este ales primar și prim-secretar al Comitetului Municipal Piatra Neamț al P.C.R.; mai deține funcțiile de Președinte UJCAP și CUASC Dobreni-Neamț, Director TAPL Neamț. Este înmormântat la Cimitirul Pietricica din Piatra Neamț.

## Medalii

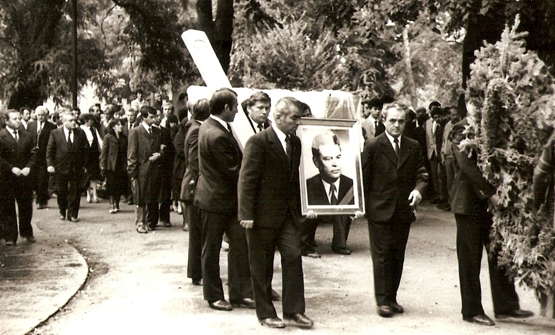
Funeralii Petru Enache, cimitirul din Roman, 16 august 1987

- Ordinul Muncii cl. a III-a[6]
- Ordinul 23 August cl. a V-a
- Medalia Muncii
- Medalia Tudor Vladimirescu